# Dou Yuejiao
Pour les articles homonymes, voir Dou (homonymie).
Dou Yuejiao, nom ancestral Mi, nom de clan Ruo'ao, est un aristocrate et politicien de l'État de Chu  du VIIe siècle av. J.-C. Un temps Lingyin (chancelier) du Chu, il est surtout connu pour être l'initiateur de la rébellion Ruo'ao, une rébellion du clan Ruo'ao contre le roi Zhuang de Chu.

## Biographie
Yuejiao est le fils de Dou Ziliang (chinois : 鬭子良) et le neveu de Dou Guwutu (chinois : 鬭榖於菟). Sa famille, les Dou, est une branche cadette du clan royal Mi-Xiong (en), dont sont issus les rois de Chu. Les Dou sont une des deux composantes du clan Ruo'ao, avec les Cheng. Le nom de ce clan vient du roi Ruo'ao de Chu, qui est l’ancêtre commun des deux familles qui le composent,.
Selon les sources d'époque qui nous sont parvenues, alors que Yuejiao est encore jeune, son oncle Guwutu développe une forte antipathie envers lui. Selon le Zuo Zhuan, Guwutu le décrit alors comme étant un "petit loup au cœur sauvage" (chinois : 狼子野心) et pense que Yuejiao n’apportera que des désastres au clan Ruo'ao. Le vicomte Xuan de Zhao, un serviteur de l'état de Jin, a également une opinion négative du clan Ruo'ao lorsque Yuejiao en est le chef.
Le roi Zhuang de Chu monte sur le trône de Chu alors qu'il est encore jeune. À cette époque, c'est Cheng Jia (chinois : 成嘉) du clan Ruo'ao qui est le Lingyin du Chu et qui dirige de facto le royaume, le roi étant dépourvu de toute influence politique réelle. Après la mort de Cheng Jia, le roi Zhuang nomme Wei Jia (chinois : 蔿賈) au poste de Lingyin, affaiblissant ainsi le pouvoir des Ruo'ao; Wei étant un adversaire déclaré de ces derniers. Sur ses conseils, le roi fait exécuter le premier ministre Dou Ban. Bien que le roi Zhuang nomme rapidement Yuejiao comme successeur de Ban, c'est Wei Jia qui est nommé au poste de Sima, ce qui fait de lui le commandant militaire suprême de Chu. Ce partage du pouvoir, loin de calmer les esprits, intensifie l'hostilité existant entre les clans Ruo'ao et Wei.
Comme Wei Jia et le roi Zhuang sont devenus des menaces directes pour le clan Ruo'ao. Yuejiao réagit en emprisonnant Wei Jia à Liaoyang, ce qui correspond actuellement à la ville de Nanyang, dans la province du Henan, et en le tuant. Il rassemble ensuite ses troupes à Zhengye, ce qui correspond actuellement au Xian de Xinye, et entre ouvertement en rébellion contre le roi Zhuang de Chu en 605 av. J.-C..
Dans un premier temps, les rebelles prennent le dessus sur les fidèles du roi Zhuang, qui finit par proposer une trêve. Cependant, Yuejiao rejette la proposition du roi et l'affronte directement lors de la bataille de Gaohu, un site qui correspond actuellement à la ville de Xiangyang. Cette bataille s’achève par une victoire du roi Zhuang et la mort de Yuejiao lors des combats.

## Postérité
Une fois la rébellion matée, la majorité des hommes du clan Ruo'ao sont exécutés sur ordre du roi Zhuang de Chu. Seul Dou Kehuang, le fils de Dou Ban, le cousin de Yuejiao, est gracié. La chute du clan Ruo'ao est tellement marquante qu'elle est mentionnée plus de 17 siècles plus tard par Sima Guang dans son ouvrage historique, le Zizhi Tongjian.
Dou Benhuang (chinois : 鬭贲皇), le fils de Yuejiao, s’enfuit dans l'État de Jin et, quelques années plus tard, venge la mort de son père lors de la bataille de Yanling,.
Même longtemps après la mort de Dou Yuejiao, les derniers membres du clan Ruo'ao sont victimes de graves discriminations au sein du Chu. En 530 avant J.-C., soit plus de soixante-dix ans après la rébellion Ruo'ao, le roi Ling de Chu fait exécuter Cheng Hu (chinois : 成虎) parce qu'il était un Ruo'ao.